# 윤세복
윤세복(尹世復, 1881년 3월 29일~1960년 2월 13일)은 대한제국 시대 말기에 대종교 신자로 입문하여, 대종교 제3대 교주를 지낸, 일제강점기와 대한민국의 대종교의 제3세 도사교이며, 대한민국의 초대 및 제3대 대종교 총전교(總典敎)이기도 하다.
본명(本名)은 윤세린(尹世麟)이고, 후일에 윤세복(尹世復)으로 개명(改名)하였다.
대종교의 교단에서의 그의 호칭은 단애종사(檀崖宗師)인데, 단애(檀崖)는 그의 호(號)이다.

## 생애

### 출생 및 생애 초기
1881년 3월 29일, 조선 경상도 밀양군(지금의 대한민국 경상남도 밀양시)에서 출생하였다. 본관은 무송으로, 윤세주는 친가친척 6촌 재종 아우가 된다.

### 독립운동을 시작하다
1909년 11월 초순에 한성부로 상경하여, 이듬해 경술 국치 늑약이 체결되기 불과 한달 이전이었던 1910년 7월 13일, 도사교 나철(羅喆)이 이끌던 대종교에 입문하고 나서부터 대종교 신자가 되어, 윤세복 자신도 장차 머지않아 그의 친형 윤세용(尹世茸)과 상의, 수천 석의 가산(家産)을 정리해 가지고 남만주 회인현으로 들어갔다. 그곳에서 대종교의 포교에 헌신하는 한편, 사재를 들여 동창·백산 등의 학교를 설립하고, 흥업단(興業團)·광정단(光正團)·독립단 등의 독립 운동 관련 책략 단체를 조직하여, 대한 독립 운동에 몸을 바쳤다.
1923년 11월 22일, 무원종사(김헌)가 도사교 직함을 물려준다는 내용의 유명(遺命)을 받고, 연안현에서 제3세 도사교로 취임했다. 그러나 취임 후 5년째인 1928년 1월 초, 지린(吉林) 독군(督軍) 겸 성장(省長)인 장쭤린(張作霖)에 의해서 대종교 금지령이 내렸다. 그리하여 그는 총본사를 미산(密山) 당벽진으로 옮기고 박찬익(朴贊翊)으로 하여금 난징 국민정부의 장제스(蔣介石)와 절충케 하여 1930년에 동북 4성(東北四省：奉天·吉林·黑龍江·熱河)에 대한 대종교 해금령을 내리게 했다.

### 핍박 속의 종교 활동
그러나 다음해인 1931년에 소위 만주사변이 발발하여 종교 활동이 정지되는 바람에 이 해금령은 실효를 보지 못했다. 그 동안에 동·서·북 3개의 도본사(道本司)가 해체되었으며 1930년에는 경성부(서울)의 남도 도본사마저 폐쇄되어 있었다. 그리하여 교세의 갱장(更張)을 위하여 재기할 것을 결의한 그는 1934년에 닝안 현 둥징성(東京城), 즉 발해의 옛 도읍으로 총본사를 옮겨서, 단군 천진전(天眞殿)을 모시고 대종학원(大宗學園)을 세웠다.
또한 일제 총영사의 인가를 얻어 하얼빈(哈爾賓)에 대종교 선도회(宣道會)를 설치하고, 대대적인 교적간행사업(敎籍刊行事業)의 추진, 거대한 단군 천진궁의 건축을 서두르던 중 1942년 11월 23일, 일제 경찰에 붙잡혀, 결국 만주국 형사재판에 회부되었으며, 1943년 1월 8일, 내란 소요 책동죄 등으로 징역 8개월형 선고받아 옥소에 하옥되어 복역되었다가, 같은해(1943년) 3월 14일, 만주국 창건 11주년 기념 특사로 석방되었지만, 이듬해 1944년 4월 12일, 단군 천진궁 건축 관련 긴축 작전 등이 일제 경찰관들한테 또 적발되어 재차 투옥되는, 각각 임오교변과 갑신교변을 당했다. 결국 1944년 4월 12일을 기하여, 일경(日警)에 두번째로 체포된 그는 1944년 7월 18일, 만주국 형사재판에서 내란 소요 목적 취향 집단 금품 절도죄 등으로 무기형(無期刑)을 선고받고 복역하던 중 1945년 8월 15일, 일본의 패전과 함께 출옥(출감)하게 되었고, 해방 이듬해인 1946년 3월 5일에 귀국하여, 당시 미군정 조선 시대의 수도 서울에 총본사를 설치했다.
그 뒤로 교당 설치, 교적(敎籍)의 수집과 간행, 홍익대학교의 설립 등 눈부신 활동을 전개했으며, 다른 한편은 상하이 임시정부에서 돌아온 원로 교인인 이시영 등을 맞아 단군전 봉안운동을 일으키게 하여 전국 방방곡곡에 단군전을 건립했다. 단애종사(윤세복)는 교통전수제도를 폐지하고 선거에 의한 총전교(總典敎)제도를 채택하여 제1대 총전교에 취임했다.
1960년 2월 13일, 노환으로 별세했다.

## 구국운동
구국운동(救國運動)의 일환책으로 1909년 1월 15일, 도사교 나철이 오기호(吳基鎬) 등 비롯한 동지 10명과 함께, 한성부(서울)의 재동(齋洞)에 《단군대황조신위(檀君大皇祖神位)》를 모셔 놓고 《단군교 포명서(檀君敎佈明書)》를 공표 및 배포한 것이 단군교, 즉 대종교의 시작이다. 1년 뒤 1910년 1월 15일, 대종교로 개칭하는 한편(신도수 2만여 명으로 증가)으로, 동간도 및 북간도에 지사를 설치하였는데 1914년 3월 13일에는 본사를 동간도 그곳으로 옮겨 포교 영역을 만주 일대까지 넓혔다.
이에 위협을 느낀 일제는 1915년 10월 《종교통제안》을 공포하여 탄압을 노골화하였고 교단의 존폐위기에 봉착한 나철은 이듬해 1916년 9월 1일, 초대 도사교를 그만두고 1916년 9월 12일(음력 8월 15일)에 황해도의 구월산(九月山)의 삼성사(三聖祠)에서 일제의 폭정을 통탄하는 유서를 남기고 음독 자결하였다.
1916년 9월 1일, 대종교 2세 교주가 된 김교헌(金敎獻)은 총본사를 동만주 화룡(和龍)으로 옮긴 뒤 홍범규칙(弘範規則)을 공포하는 한편, 비밀결사단체인 중광단(重光團)을 조직하여 무장독립운동단체인 북로군정서(北路軍政署)로 발전시켰으며 1920년 청산리전투(靑山里戰鬪)에서는 큰 전과를 올렸다. 일제는 이에 대한 보복으로 다음해에 대토벌작전을 전개하여 수많은 교도들을 무차별 학살하였으며, 김교헌은 통분 끝에 병으로 죽었다. 김교헌은 대종교를 제도적으로 정립하고 역사적으로 고증하기 위해 『신단실기』(神檀實記), 『신단민사』(神檀民史), 『단조사고』(檀祖事攷) 등을 저술하였다.
1923년 11월 22일을 기하여, 대종교의 3세 교주가 된 윤세복(尹世復)은, 일제의 압력을 받은 국민정부 대륙 본토 중화민국 시대의 길림성장(吉林省長)이었던 장쭤린(張作霖)에 의해, <대종교 포교금지령>이 내려지자, 만주의 대한제국 자국 동포 서상용(徐相庸)의 뜨거운 원조를 받으면서, 총본사를 발해의 옛 도읍터였던 동경성(東京城)으로 이전, 대종학원을 설립하고 대종교서적간행회를 발족시켜 『삼일신고』, 『종지강연』 등을 간행하였다. 그러나 천전(天殿) 건립을 서두르던 중 1942년 11월 23일, 윤세복 외 20명의 간부가 <조선독립을 목적으로 한 단체구성>이란 죄목으로 일본 경찰에 검거되어 고문으로 사망하거나 옥사하였다.

## 사후
- 대한민국 정부는 윤세복(故 尹世復)의 공적을 인정하여 1962년에 건국훈장 독립장을 서훈하였다. 15년 지난 훗날 1977년에 대종교 제2대 교주였던 김헌(故 金獻, 1868~1923)과, 대종교 제3대 교주였던 고인(故 尹世復)을 생전에 직간접적으로 원조해 주었던 서상용(故 徐相庸, 1873~1961)도 같은 훈격의 서훈(건국훈장 독립장)을 추서받았다.

## 저서
저서에는 《삼법회통(三法會通)》이 있는데, 이 문집의 정식 명칭은 《수진삼법회통(修眞三法會通)》이다. 이 저서 및 문집은 대종교 3대 교주인 윤세복 단애종사가 1942년 11월 23일과, 1944년 4월 12일에 각각 일어났던 임오교변 그리고 갑신교변 당시에, 각각으로 같은 만주 목단강성 액하옥중(掖河獄中)에서 거듭 투옥되어 있었을 때에 저술한 옥중 저서 및 문필집이다.

## 같이 보기
- 대종교(단군교)
- 나철
- 김헌
- 단조사고
- 신선사상

## 참고 자료
- 『한배일살핌』(대종교협제회, 윤세복 옮김, 대종교총본사, 1951년)
- 『대종교요감』(대종교총본사, 1983년)
- 『한국종교사상사』, 대종교 창건사, 김홍철 저, 연세대학교출판부(1998년, 161~188p)

| 전임 김헌 | 제3대 대종교 도사교 1923년 11월 22일~1950년 5월 3일 | 총전교 윤세복 |

| 도사교 윤세복 | 제1대 대종교 총전교 1950년 5월 3일~1955년 9월 24일 | 후임 정관 |

| 전임 정관 | 제3대 대종교 총전교 1958년 10월 19일~1960년 2월 1일 | 후임 정관 |